# Hyalonema bianchoratum
Hyalonema bianchoratum är en svampdjursart som beskrevs av Wilson 1904. Hyalonema bianchoratum ingår i släktet Hyalonema och familjen Hyalonematidae.

## Underarter
Arten delas in i följande underarter:
- H. b. bianchoratum
- H. b. pinulina